# 中京2歳ステークス
中京2歳ステークス（ちゅうきょう2さいステークス）はJRAが中京競馬場で施行している中央競馬の重賞（GIII）競走である。

## 概要
2024年9月23日に発表された2025年度の開催日割及び重賞日程において、同年まで施行されていた小倉2歳ステークスの競走条件を引き継ぐ形で回次を新たな重賞として第1回として実施される。

### 競走条件
以下の内容は、2025年のもの。
出走資格：サラ系2歳
- JRA所属馬
- 函館2歳ステークス・ダリア賞（オープン特別）で2着以内の条件を満たした地方競馬所属馬
- 外国調教馬（優先出走）

負担重量：55kg（馬齢重量）
- ただし南半球生まれの競走馬は3kg減。

出走資格のある地方競馬所属馬が出走申し込みを行った場合は競走を取りやめない。

### 賞金
2025年の賞金総額は1着3100万円、2着1200万円、3着780万円、4着470万円、5着310万円である。

## 歴史
- 2025年 - 前年までの小倉2歳ステークスの競走条件を引き継いでGIIIに格付けされるとともに施行距離を芝1400mに変更。また、施行時期も8月に変更。

### 歴代優勝馬
コース種別の表記がない距離は、芝コースを表す。
| 回数  | 施行日        | 競馬場 | 距離  | 優勝馬 | 性齢 | タイム | 優勝騎手 | 管理調教師 | 馬主 |
| ----- | ------------- | ------ | ----- | ------ | ---- | ------ | -------- | ---------- | ---- |
| 第1回 | 2025年8月31日 | 中京   | 1400m |        |      |        |          |            |      |

## 同名の競走
重賞競走が創設される以前の2024年まで、同名の特別競走が行われていた。ただし、JRAではこれらの競走を前身としていない。
なお、2024年までの正式名称は、スポーツ報知杯中京2歳ステークスであった。「スポーツ報知」は、報知新聞社が発行するスポーツ紙で、同紙の中部版を発行している読売新聞中部支社より寄贈賞の提供を受けていた。
2024年の賞金総額は1着1600万円、2着640万円、3着400万円、4着240万円、5着160万円である。

### 歴史
- 1960年 - 「3歳優勝競走」から名称変更し、「中京3歳ステークス」として創設。
- 1971年 - 施行距離を芝1400mに変更。
- 1982年 - 施行距離を芝1800mに変更。
- 1998年 - 読売新聞中部支社（当時は中部本社）から寄贈賞を受け、スポーツ報知杯の副賞が付く。
- 1999年 - 小倉競馬場の改修工事による振替開催により小倉競馬場の「北九州3歳ステークス」の名称で施行。
- 2001年 - 馬齢表示の国際基準への変更に伴い、出走条件が「3歳」から「2歳」に変更し、「中京2歳ステークス」に名称変更。
- 2003年 - 降雪の影響により、当初予定の芝1800mからダート1700mに変更。
- 2010年・2011年 - 中京競馬場改修工事のため開催休止。
- 2012年 - 施行時期が7月に変更され、距離も芝1400mに変更。
- 2014年 - 施行距離が芝1600mに変更。
- 2020年 - 施行時期が12月に、距離も芝1200mにそれぞれ変更。

### 1986年以降の優勝馬
コース種別の表記がない距離は、芝コースを表す。
優勝馬の馬齢は、現行表記に揃えている。
| 施行日         | 競馬場 | 距離        | 条件     | 優勝馬             | 性齢 | タイム   | 優勝騎手   | 管理調教師 | 馬主                         |
| -------------- | ------ | ----------- | -------- | ------------------ | ---- | -------- | ---------- | ---------- | ---------------------------- |
| 1986年12月14日 | 中京   | 1800m       | オープン | ニホンピロクリア   | 牝2  | 1分50秒5 | 南井克巳   | 服部正利   | 小林百太郎                   |
| 1987年12月20日 | 中京   | 1800m       | オープン | ニシノカブトザン   | 牡2  | 1分50秒3 | 楠孝志     | 諏訪佐市   | 西山正行                     |
| 1988年12月18日 | 中京   | 1800m       | オープン | ゴーゴーキング     | 牡2  | 1分49秒5 | 横山典弘   | 松山康久   | 西田鉄男                     |
| 1989年12月17日 | 中京   | 1800m       | オープン | エスアルビヒーロー | 牡2  | 1分49秒0 | 本田優     | 島崎宏     | 万行秀昭                     |
| 1990年12月16日 | 中京   | 1800m       | オープン | イイデセゾン       | 牡2  | 1分50秒0 | 柴田政人   | 大久保正陽 | (株)アールエスエーカントリ   |
| 1991年12月15日 | 中京   | 1800m       | オープン | マヤノペトリュース | 牡2  | 1分49秒7 | 田原成貴   | 坂口正大   | 田所祐                       |
| 1992年12月20日 | 中京   | 1800m       | オープン | レガシーサンクス   | 牡2  | 1分49秒8 | 横山典弘   | 坂口正大   | (株)ホースタジマ             |
| 1993年12月19日 | 中京   | 1800m       | オープン | ドラゴンゼアー     | 牡2  | 1分50秒9 | 菊沢隆徳   | 中尾謙太郎 | (有)ビッグ                   |
| 1994年12月18日 | 中京   | 1800m       | オープン | ダイタクテイオー   | 牡2  | 1分52秒3 | 藤田伸二   | 橋口弘次郎 | 大戸秀次                     |
| 1995年12月17日 | 中京   | 1800m       | オープン | センターライジング | 牝2  | 1分50秒1 | 四位洋文   | 伊藤雄二   | 中野優                       |
| 1996年12月15日 | 中京   | 1800m       | オープン | ペイストリーシェフ | 牡2  | 1分50秒4 | 小野次郎   | 柴田政人   | 伊達秀和                     |
| 1997年12月14日 | 中京   | 1800m       | オープン | エイダイクイン     | 牝2  | 1分48秒7 | 菊沢隆徳   | 鈴木康弘   | 東振牧場                     |
| 1998年12月20日 | 中京   | 1800m       | オープン | テイエムチョウテン | 牡2  | 1分51秒3 | 飯田祐史   | 吉永忍     | 竹園正繼                     |
| 1999年12月19日 | 小倉   | 1800m       | オープン | ダイタクリーヴァ   | 牡2  | 1分50秒1 | 高橋亮     | 橋口弘次郎 | (有) 太陽ファーム            |
| 2000年12月17日 | 中京   | 1800m       | オープン | チアズブライトリー | 牡2  | 1分49秒7 | 吉田稔     | 山内研二   | 北村キヨ子                   |
| 2001年12月16日 | 中京   | 1800m       | オープン | ゼンノカルナック   | 牡2  | 1分50秒7 | 高橋亮     | 北橋修二   | 大迫忍                       |
| 2002年12月14日 | 中京   | 1800m       | オープン | ホシコマンダー     | 牡2  | 1分49秒2 | 佐藤哲三   | 増本豊     | 永井武                       |
| 2003年12月20日 | 中京   | ダート1700m | オープン | ブラックコンドル   | 牡2  | 1分46秒6 | 武幸四郎   | 松田国英   | (有)社台レースホース         |
| 2004年12月18日 | 中京   | 1800m       | オープン | ブライトトゥモロー | 牡2  | 1分47秒7 | 和田竜二   | 石坂正     | (有)サンデーレーシング       |
| 2005年12月17日 | 中京   | 1800m       | オープン | メイショウサムソン | 牡2  | 1分47秒5 | 石橋守     | 瀬戸口勉   | 松本好雄                     |
| 2006年12月16日 | 中京   | 1800m       | オープン | ダイワスカーレット | 牝2  | 1分47秒8 | 安藤勝己   | 松田国英   | 大城敬三                     |
| 2007年12月15日 | 中京   | 1800m       | オープン | ホッカイカンティ   | 牡2  | 1分47秒7 | 石橋脩     | 柴田政人   | 北海牧場                     |
| 2008年12月14日 | 中京   | 1800m       | オープン | メイショウドンタク | 牡2  | 1分49秒3 | 上村洋行   | 安田伊佐夫 | 松本好雄                     |
| 2009年12月13日 | 中京   | 1800m       | オープン | シャイン           | 牡2  | 1分48秒5 | 川島信二   | 川村禎彦   | 呂朝子                       |
| 2012年7月22日  | 中京   | 1400m       | オープン | エーシントップ     | 牡2  | 1分23秒9 | 浜中俊     | 西園正都   | (株)栄進堂                   |
| 2013年7月21日  | 中京   | 1400m       | オープン | グランシェリー     | 牝2  | 1分22秒7 | 浜中俊     | 庄野靖志   | 間宮秀直                     |
| 2014年7月27日  | 中京   | 1600m       | オープン | ケツァルテナンゴ   | 牡2  | 1分40秒5 | 浜中俊     | 笹田和秀   | (株)G1レーシング             |
| 2015年7月25日  | 中京   | 1600m       | オープン | シュウジ           | 牡2  | 1分36秒0 | 小牧太     | 橋口弘次郎 | 安原浩司                     |
| 2016年7月23日  | 中京   | 1600m       | オープン | ディーパワンサ     | 牝2  | 1分35秒0 | C.ルメール | 松下武士   | (有)キャロットファーム       |
| 2017年7月22日  | 中京   | 1600m       | オープン | アマルフィコースト | 牝2  | 1分34秒7 | 浜中俊     | 牧田和弥   | (有)社台レースホース         |
| 2018年7月21日  | 中京   | 1600m       | オープン | アドマイヤマーズ   | 牡2  | 1分34秒7 | M.デムーロ | 友道康夫   | 近藤利一                     |
| 2019年7月20日  | 中京   | 1600m       | オープン | ラインベック       | 牡2  | 1分36秒5 | 福永祐一   | 友道康夫   | 金子真人ホールディングス(株) |
| 2020年12月19日 | 中京   | 1200m       | オープン | ゴールドチャリス   | 牝2  | 1分09秒5 | 浜中俊     | 武幸四郎   | フィールドレーシング         |
| 2021年12月18日 | 中京   | 1200m       | オープン | ジャングロ         | 牡2  | 1分08秒4 | 武豊       | 森秀行     | 藤田晋                       |
| 2022年12月17日 | 中京   | 1200m       | オープン | ビッグシーザー     | 牡2  | 1分08秒0 | 幸英明     | 西園正都   | 幅田昌伸                     |
| 2023年12月16日 | 中京   | 1200m       | オープン | クリスアーサー     | 牡2  | 1分08秒6 | 河原田菜々 | 渡辺薫彦   | 大戸志浦                     |
| 2024年12月14日 | 中京   | 1200m       | オープン | アメリカンステージ | 牡2  | 1分09秒1 | 岩田康誠   | 矢作芳人   | (株)吉澤ホールディングス     |

#### 各回競走結果の出典
- JRA年度別全成績
  - （2024年）“第4回 中京競馬 第5日” (PDF).   日本中央競馬会. p. 5 (2024年12月14日). 2025年8月15日閲覧。（索引番号：35057）
- 中京3歳ステークス 歴代優勝馬 - netkeiba、2024年11月21日閲覧
- 中京2歳ステークス（2001年～2024年） 歴代優勝馬 - netkeiba、2024年11月21日閲覧
- JBISサーチ
  - 1999年